# ロシア戦略ロケット軍
ロシア戦略ロケット軍（ロシアせんりゃくロケットぐん、ロシア語：Ракетные войска стратегического назначения、略称:РВСН、英語: Strategic Missile Forces of the Russian Federation）は、ロシア連邦の軍事組織のひとつである。ロシア連邦軍の独立兵科の一つであり、ロシア連邦軍の戦略核兵器戦力の主力となっている。任務は、侵略の核抑止並びに敵の軍事・経済施設に対する核ミサイル打撃による撃破である。
日本語翻訳名としては、戦略ロケット軍のほか戦略ミサイル軍と表記されることもある。ロシア語名称の直訳は、戦略任務ロケット軍となる。
「ロケット軍」と表記されることが多いが、実際には宇宙関係の任務を行うわけではない。これは、ロシア語においてミサイルもロケットも同じ単語「ラケータ」（ракетаラキェータ；rakyeta）で表されるためであり、ロシアには、弾道ミサイルの警戒や人工衛星の開発・運用など宇宙関係の任務を行うロシア宇宙軍が別に存在する。弾道弾攻撃を担当するので「ミサイル軍」の表現の方が性格としては正しい。

## 歴史
1959年12月17日、ソ連閣僚会議決定に従い、独立軍種としての戦略ロケット軍創設。同年12月31日、編成完結。
1960年、部隊戦闘当直規程施行。1960 - 1961年、ロケット軍団、師団、旅団、連隊、大隊の建制が確立。R-16、R-9Aを装備。
1965年 - 1973年、RS-10、RS-12、R-36を装備。1970年、部隊統制の改善のために、軍級部隊創設。
1973年 - 1985年、サイロ発射型のRS-16、RS-20A、RS-20B、RS-18と機動発射型のRSD-10（「ピオネール」）を装備。
1985年 - 1992年、RS-22（サイロ、鉄道発射型）、RS-20B（サイロ発射型）、RS-12M（機動発射型）を装備。1987年12月に成立した中距離核戦力全廃条約に従い、RSD-10を含むIRBMが廃棄された。
1991年 8月クーデターに反対したユーリ・パブロヴィッチ・マクシモフ司令官はSS24ミサイルとSS25ミサイルを駐屯地に帰還させており、前代未聞の措置とされる。
1997年、宇宙軍、防空軍宇宙ミサイル防衛部隊が軍種としての戦略ロケット軍に統合された。このころの兵員数は約10万人で半数は徴兵されたものであった 。
2001年6月、宇宙軍が分離され、戦略ロケット軍は独立兵科となる。

## 組織
戦略ロケット軍は、3個ロケット軍、12個ロケット師団から成る。
- 第27親衛ロケット軍：ウラジーミル

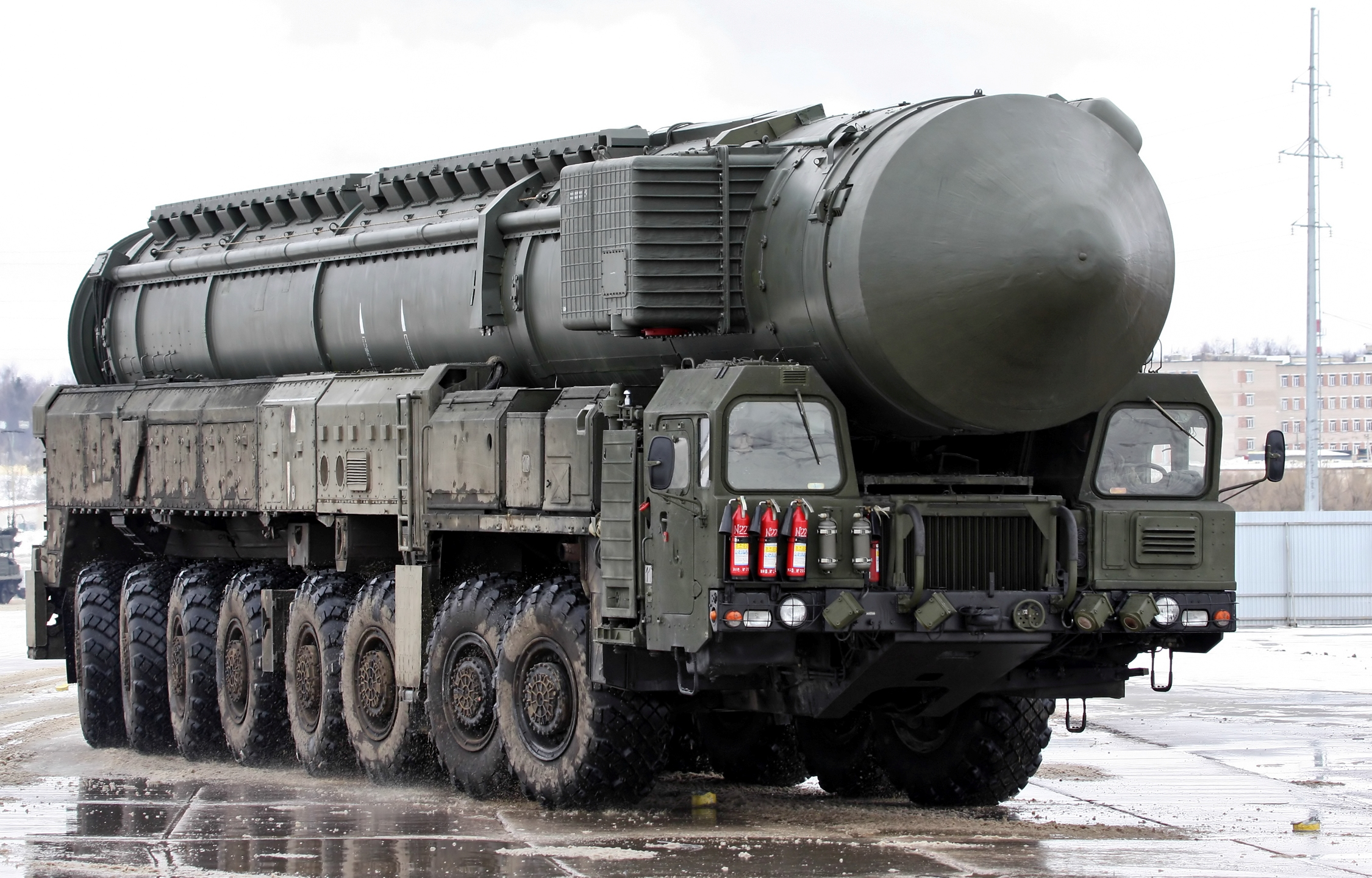
RT-2PM2 "Topol-M"

  - 第7親衛ロケット師団：ヴィポルゾヴォ。RT-2PM（RS-12M）×18発
  - 第14ロケット師団：ヨシュカル・オラ。RS-12M×18発
  - 第28親衛ロケット師団：コゼリスク。RS-24×10発（サイロ発射型）
  - 第54親衛ロケット師団：テイコヴォ。RS-24（道路移動型）×18発、RT-2PM2（RS-12M2、道路移動型）×18発
  - 第60ロケット師団：タチシチェヴォ。UR-100NUTTKh（RS-18）×30発、RS-12M2（サイロ発射型）×60発
- 第31ロケット軍：オレンブルク
  - 第8ロケット師団:キーロフ。RS-12M×27発
  - 第13ロケット師団：ドムバロフスキー。R-36MUTTKh/R-36M2（RS-20V）×18発
  - 第42ロケット師団：ニジニー・タギル。RS-24（道路移動型）×24発
- 第33親衛ロケット軍：オムスク
  - 第29親衛ロケット師団：イルクーツク。RS-12M、RS-24（道路移動型）
  - 第35ロケット師団：バルナウル。RS-12M×36発
  - 第39親衛ロケット師団：ノヴォシビルスク。RS-24（道路移動型）×21発
  - 第62ロケット師団：ウジュル。RS-20V×28発

## 歴代司令官
| 氏名                               | 階級       | 在任期間        | 出身校                         | 前職                         |
| ---------------------------------- | ---------- | --------------- | ------------------------------ | ---------------------------- |
| ミトロファン・ニェジェーリン       | 砲兵総元帥 | 1959.12-1960.10 | トルケスタン戦線軍事政治課程   | 特殊兵器担当国防次官         |
| キリル・モスカレンコ               | ソ連邦元帥 | 1960.10-1962.4  | ハリコフ統合赤指揮官学校       | モスクワ軍管区司令官         |
| セルゲイ・ビリュゾフ               | ソ連邦元帥 | 1962.4-1963.3   | 全露中央執行委員会軍事学校     | 祖国防空軍総司令官           |
| ニコライ・クルイロフ               | ソ連邦元帥 | 1963.3-1972.2   | 歩兵・機関銃課程               | モスクワ軍管区司令官         |
| V.トルプコ                         | 砲兵総元帥 | 1972.4-1985.7   |                                |                              |
| ユーリ・パブロヴィッチ・マクシモフ | 上級大将   | 1985.7-1992.8   |                                |                              |
| イーゴリ・セルゲーエフ             | 上級大将   | 1992.8-1997.5   | 黒海高等海軍学校               | 戦略ロケット軍副総司令官     |
| ウラジーミル・ヤコヴレフ           | 上級大将   | 1997.6-2001.5   | ハリコフ高等軍事指揮・技術学校 | 戦略ロケット軍参謀総長       |
| ニコライ・ソロフツォフ             | 大将       | 2001.6-2009     | ロストフ高等指揮・技術学校     | 戦略ロケット軍アカデミー校長 |
| セルゲイ・カラカエフ               | 大将       | 2010.6-         | ロストフ高等指揮・技術学校     | 戦略ロケット軍参謀長         |